# Bande dessinée calédonienne
La bande dessinée est assez populaire en Nouvelle-Calédonie.
C'est un art plutôt bien représenté pour cette petite ile. De nombreux auteurs publient des albums qui s'inscrivent dans la logique d'une série, d'autres s'expriment par le biais de journaux et magazines locaux.

## Bernard Berger:La Brousse en folie
Le dessinateur de bande dessinée calédonien le plus réputé est incontestablement Bernard Berger, avec sa série La Brousse en folie. Commencée en 1983, cette série de 21 albums met en scène le quotidien d'un groupe d'amis dans la « brousse » calédonienne. Tonton Marcel, personnage phare de La Brousse en folie, est l'archétype du « Caldoche » (Calédonien de souche, d'origine européenne) : il a mauvais caractère et passe son temps à pêcher, chasser ou faire la fête avec ses amis. Dédé est le meilleur ami de Tonton Marcel, il s'agit d'un Kanak (population mélanésienne autochtone) doté d'un certain bon-sens et qui adore faire la sieste. Tathan représente la communauté vietnamienne (Chân Dăng) de Nouvelle-Calédonie, il tient une épicerie et « vend à tout ce qui bouge ». La série met en scène beaucoup d'autres personnages, comme Joinville, le cliché du métropolitain donneur de leçon, ou encore les membres des familles de Tonton Marcel, Dédé et Tathan.
Enfin, paraît en 2012 le premier tome de La fabuleuse histoire du destin commun (On refait pas l'histoire, Le pays d'entre-deux), série encore inachevée.

## Jean-Louis Berger / JLB / Gielbé:La tribu Mathurin
Dans la lignée familiale, Jean-Louis, le jeune frère de Bernard Berger signe sous le pseudonyme Gielbé (prononcez "JLB") une bande dessinée à caractère régional d'un style humoristique qui n'appartient qu'à lui. La tribu Mathurin met en scène des personnages d'ethnies variées : Mathurin, le militaire expatrié à la retraite, Soudajmane et son père Pépémamane indonésiens, Litchi, le vietnamien, Nounousse Cabochard, le calédonien-européen, Casimir et Takacélaloa les Kanak, Modeste l'antillais, Maéva, épouse de Nounousse, la Tahitienne, Alénito, Sélonimo, Pépélito, Séfo Métatoufo,les wallisiens.
Gielbé publie depuis 2008 une planche par semaine dans le journal hebdomadaire gratuit Demain en Nouvelle-Calédonie ainsi qu'un dessin d'humeur, chaque jour depuis 1995 dans le quotidien local, Les Nouvelles calédoniennes.

## Niko et Solo:Frimeur des Îles
Niko et Solo, respectivement dessinateur et scénariste d'une BD au titre évocateur : Frimeur des Îles, qui met en scène deux jeunes « Caldoches » de Nouméa. Amateurs de tuning, de sorties en boîtes de nuit et de surf, ils représentent la nouvelle génération citadine de Nouvelle-Calédonie (par opposition à La brousse en folie qui met plutôt en scène le quotidien de la « brousse »).Cette bande dessinée s'est arrêtée en 2010.

## Autres
De nombreux dessinateurs s'expriment également dans d'autres journaux locaux, tels Le Chien Bleu (journal satirique), ou certains magazines, comme Tazar (magazine de jeunesse de la Province Sud). À ce titre, citons Gielbé, Jar, Fly, Ice tea ou  Jilème.